# Smilia centralis
Smilia centralis är en insektsart som beskrevs av Ernst Friedrich Germar. Smilia centralis ingår i släktet Smilia och familjen hornstritar. Inga underarter finns listade i Catalogue of Life.